# Campionati europei di atletica leggera indoor 2011 - Staffetta 4×400 metri femminile
La gara si è svolta il 6 marzo 2011.

## Podio
| #       | Nazione     | Tempo   | Note                                    |
| ------- | ----------- | ------- | --------------------------------------- |
| Oro     | Russia      | 3'29"34 | Miglior prestazione mondiale stagionale |
| Argento | Regno Unito | 3'31"36 |                                         |
| Bronzo  | Francia     | 3'32"16 | Record nazionale                        |

## Record
Prima di questa competizione, il record del mondo (RM), il record europeo (EU) ed il record dei campionati (RC) sono i seguenti:
| Record                | Prestazione | Atleta      | Data                                 | Competizione                                       |
| --------------------- | ----------- | ----------- | ------------------------------------ | -------------------------------------------------- |
| Record mondiale       | 3'23"37     | Russia      | 28 gennaio 2006 Glasgow, Regno Unito |                                                    |
| Record europeo        | 3'23"37     | Russia      | 28 gennaio 2006 Glasgow, Regno Unito |                                                    |
| Record dei campionati | 3'27"83     | Bielorussia | 4 marzo 2007 Birmingham, Regno Unito | Campionati europei di atletica leggera indoor 2007 |

## Risultati
| Pos. | Corsia | Nazione                                                                    | Reazione | Tempo   | Note                                    |
| ---- | ------ | -------------------------------------------------------------------------- | -------- | ------- | --------------------------------------- |
| 1    | 4      | Russia Ksenija Zadorina Ksenija Vdovina Elena Migunova Olesja Krasnomovec  | 0.244    | 3'29"34 | Miglior prestazione mondiale stagionale |
| 2    | 5      | Regno Unito Kelly Sotherton Lee McConnell Marilyn Okoro Jenny Meadows      | 0.189    | 3'31"36 |                                         |
| 3    | 6      | Francia Muriel Hurtis-Houairi Laetitia Denis Marie Gayot Floria Guei       | 0.197    | 3'32"16 | Record nazionale                        |
| 4    | 1      | Italia Giulia Arcioni Maria Enrica Spacca Chiara Bazzoni Marta Milani      | 0.170    | 3'33"70 | Record nazionale                        |
| 5    | 3      | Germania Claudia Hoffmann Larissa Kettenis Wiebke Ullmann Janin Lindenberg | 0.208    | 3'33"80 |                                         |
| 6    | 2      | Ucraina Channa Titimec Natalija Lupu Dar'ja Prystupa Antonina Jefremova    | 0.253    | 3'34"08 |                                         |